# Enrico Chiesa
Enrico Chiesa (Genova, 29 decembrie 1970) este un antrenor de fotbal și ex-fotbalist italian, care a jucat ca atacant.
Unul dintre cei mai prolifici atacanți din Italia, a reușit să marcheze 138 de goluri în Serie A, ceea ce îl plasează printre cei mai buni fotbaliști ai generației sale. De-a lungul carierei sale impresionante, a câștigat o Cupă Italiei și o Cupă UEFA cu Parma în sezonul 1998-1999, fiind desemnat și golgheter în competiția europeană. Cu Fiorentina în 2000-2001 a câștigat a doua Cupă a Italiei.
După ce a jucat timp de 14 sezoane consecutive în topul fotbalului italian, și-a încheiat cariera în Lega Pro, unde a câștigat un campionat în sezonul 2008-2009 și o Supercupă de categorie în 2009, evoluând sub culorile echipei Figline.
Între anii 1996 și 2001, Enrico Chiesa a fost selecționat în echipa națională a Italiei, reușind să joace la Campionatul European din 1996 și la Cupa Mondială din 1998. În tricoul naționalei, el a strâns un impresionant număr de 17 apariții și a reușit să înscrie 7 goluri.
Pe plan individual, a avut o carieră impresionantă, fiind distins cu numeroase premii și nominalizări la cele mai importante distincții din fotbal. În sezonul 1995-1996, el a câștigat prestigiosul premiu Guerin d'oro, fiind desemnat jucătorul cu cea mai mare medie din Serie A, conform buletinelor de specialitate.
Totodată, performanțele sale remarcabile i-au adus nominalizări la Balonul de Aur în două rânduri, în anii 1996 și 1997, demonstrându-se astfel că a fost unul dintre cei mai buni fotbaliști ai epocii sale.

## Biografie
Enrico Chiesa este originar din Mignanego, un oraș din regiunea Liguria, Italia, având rădăcini în Agneto, un cătun situat în Carrega Ligure, în valea Borbera.
Căsătorit cu Francesca Lombardi, cu care are trei copii: Federico (născut în 1997), Adriana și Lorenzo (ambii născuți în 2004). Este demn de menționat că doi dintre copiii au ales să urmeze aceeași carieră ca și tatăl lor, devenind și ei fotbaliști.

## Caracteristici tehnice
În general, a jucat pe postul de atacant central sau atacant secund, dar în perioada petrecută la Sampdoria a acoperit și rolul de extremă dreaptă. Unul dintre punctele forte ale jocului său a fost execuția loviturilor libere, unde reușea să dea o traiectorie "rotundă" mingii prin lovirea acesteia înăuntru dreapta. Era un atacant "oportunist", descurcându-se excelent cu ambele picioare și având abilitatea de a-și ajuta colegii să înscrie, dar și de a finaliza rapid și precis în poartă.
Deși a excelat pe postul de atacant pur, Enrico a știut să fie util și în faza defensivă atunci când a fost necesar. Totuși, cel mai bun joc al său a fost întotdeauna atunci când a fost folosit în postul de atacant, fiind un jucător care a reușit să își pună în valoare abilitățile și talentele într-o poziție ofensivă.
Fabio Capello a descris-o drept „o încrucișare între Gigi Riva și Paolo Rossi ”;  Riva însuși a pretins că se vede în el la nivel tehnic și de caracter. 

## Carieră

### Club

#### Sampdoria și diverse împrumuturi
A crescut în cadrul echipei de tineret la Sampdoria, dar a fost împrumutat la Teramo și Chieti pentru a acumula experiență. S-a întors la Sampdoria în sezonul 1992-1993 și a fost folosit destul de des pe postul de lateral, reușind să marcheze și un gol. Mai târziu, a fost împrumutat din nou, de data aceasta la Modena, echipă care evolua în Serie B. Acolo, sub îndrumarea antrenorului Paolo Biddeci, el a jucat pe postul de atacant și a reușit să înscrie 14 goluri. Cu toate acestea, performanțele sale nu au fost suficiente pentru a evita retrogradarea echipei emiliane.
În consecință, a fost împrumutat la echipa Cremonese care evolua în Serie A. La începutul sezonului, el a trebuit să lupte pentru a se adapta la schemele tactice ale antrenorului Gigi Simoni, dar la finalul sezonului a devenit decisiv pentru salvarea echipei, reușind să înscrie 14 goluri și ajutând astfel echipa să se mențină în prima ligă. A fost primul sezon în care a reușit să marcheze în cifre duble în cariera sa în Serie A.
După această experiență importantă, s-a întors la Sampdoria pentru sezonul 1995-1996, unde a format un cuplu de atac de temut alături de Roberto Mancini. În această perioadă, el a reușit să marcheze 22 de goluri în 27 de meciuri, contribuind semnificativ la performanțele bune ale echipei sale.

#### Parma și Fiorentina
După ce a făcut o impresie excelentă la Sampdoria, s-a transferat la Parma pentru o sumă de 25 de miliarde de lire, unde a format un duo de atac de neoprit alături de argentinianul Hernán Crespo. Enrico Chiesa a petrecut trei ani la Parma, timp în care a avut performanțe remarcabile.
În sezonul 1998-1999, a câștigat Cupa Italiei și Cupa UEFA cu Parma. În competiția UEFA, el a devenit golgheter cu 8 goluri, reușind să înscrie și al treilea gol al finalei împotriva echipei Marseille, care a fost învinsă cu scorul de 3-0. 
În 1999, Chiesa a părăsit Parma și s-a transferat la Fiorentina pentru aproximativ 30 de miliarde de lire. Din păcate, în primul său sezon la Fiorentina, el a fost afectat de diverse probleme fizice și de o poziție tactică neadecvată, ceea ce l-a făcut să nu reușească să marcheze decât 7 goluri în campionat.
Cu toate acestea, în sezonul următor, după un început lent, Enrico a reușit să marcheze 22 de goluri în 30 de meciuri, egalându-și cel mai bun scor personal stabilit cu cinci ani mai devreme la Sampdoria. Acest lucru a compensat plecarea lui Gabriel Batistuta, cel mai bun marcator al echipei în ultimele nouă sezoane. A contribuit, de asemenea, cu 5 goluri la triumful echipei în Cupa Italiei.
Sezonul următor, în ciuda unui început pozitiv cu 5 goluri în tot atâtea meciuri, Enrico Chiesa a avut unele fricțiuni cu mediul Viola, ceea ce a provocat o instabilitate corporativă în creștere și i-a adus pierderea fașei de căpitan in favoarea lui Angelo Di Livio.
Cariera sa la Fiorentina s-a încheiat brusc pe 30 septembrie 2001, într-un meci contra echipei Venezia, în care a suferit o accidentare gravă la genunchi. Această accidentare l-a ținut departe de terenul de joc timp de aproape un an. La finalul sezonului, Fiorentina, a retrogradat mai întâi în Serie B și apoi, din cauza problemelor financiare, a fost nevoită să facă față falimentului în doar câteva săptămâni.

#### Lazio și Siena
În vara anului 2002, s-a alăturat echipei Lazio, unde, revenind după accidentarea din sezonul precedent, a jucat în 12 meciuri și a reușit să înscrie 2 goluri. 
În vara lui 2003, Enrico s-a transferat la Siena, o echipă nou-promovată în Serie A. Aici a petrecut cinci ani, jucând un rol important în echipă și ajutând la performanțele bune ale acesteia în campionatul italian.
În sezonul 2005-2006, Chiesa a fost golgheterul din Serie A, după retragerea unor mari jucători precum Roberto Baggio și Giuseppe Signori.

#### Națională
Enrico Chiesa a fost chemat pentru prima dată la naționala Italiei de către antrenorul Arrigo Sacchi și a debutat pe 29 mai 1996 într-un meci amical împotriva Belgiei, care s-a încheiat cu scorul de 2-2. În acest meci, Enrico a reușit să înscrie un gol.
În luna următoare, el a jucat la Campionatul European din 1996, obținând două apariții și un gol, înscris în meciul pierdut cu Republica Cehă. Cu toate acestea, Italia nu a reușit să treacă de faza grupelor la acest turneu.
În timpul conducerii lui Cesare Maldini, Enrico Chiesa a fost rar convocat la naționala Italiei, dar a reușit să participe la Campionatul Mondial din 1998. Inițial, el a fost chemat ca jucător suplimentar din cauza problemelor de sănătate ale lui Alessandro Del Piero. Cu toate acestea, el a fost apoi confirmat în lotul naționalei pentru a-l înlocui pe Fabrizio Ravanelli, care a fost indisponibil pentru două meciuri.
Pe 16 decembrie 1998, Enrico Chiesa a marcat un hat-trick într-un meci amical împotriva selecției FIFA World Stars. Acesta a fost un moment important pentru el și a arătat încă o dată calitățile sale de jucător de clasă mondială.
Ulterior, Enrico a fost utilizat de antrenorul Dino Zoff în diferite meciuri de calificare pentru Campionatul European din 2000, dar nu a fost selectat pentru turneul final. Ultimul său meci a fost un amical împotriva Africii de Sud pe 25 aprilie 2001, sub conducerea antrenorului Giovanni Trapattoni.
În echipa națională numără 17 apariții și 7 goluri.

#### Sfărșitul carierei
În iunie 2008, Enrico Chiesa și-a anunțat plecarea de la Siena și din Serie A, pentru a se alătura echipei Figline din Divizia a II-a (fosta Serie C2). La debutul său cu echipa toscană, pe 31 august 2008, el a marcat un gol într-o victorie pe teren propriu împotriva echipei Cisco Roma. În acel sezon, el a reușit să marcheze 5 goluri în 21 de meciuri, contribuind astfel la promovarea istorică a echipei în Prima Divizie. El a avut, de asemenea, o prestație impresionantă în finala Supercupei, reușind să înscrie de două ori în victoria cu 3-0 împotriva echipei Cosenza.
Cu toate acestea, la 1 noiembrie 2009, în minutul 16 al meciului Sorrento-Figline, Enrico a suferit o accidentare la genunchiul drept, care s-a dovedit a fi o „lacerație a tendonului rotulian”. Acest lucru l-a ținut departe de terenul de joc timp de câteva luni, dar a reușit să revină în ultima zi de campionat, pe 9 mai 2010. Acesta a fost ultimul meci oficial al carierei sale de fotbalist profesionist.

## Antrenor
După ce a absolvit cursul de antrenor la Coverciano în 2010, Enrico Chiesa și-a început cariera de antrenor la Figline. Cu toate acestea, din cauza problemelor financiare și a falimentului clubului, Figline nu a putut să participe în campionatul din sezonul 2010-2011, ceea ce l-a determinat pe Chiesa să renunțe la primul său loc de muncă ca antrenor.
În sezonul 2012-2013, Enrico Chiesa a fost numit antrenor al echipei Allievi Nazionali "B" din Sampdoria. La finalul sezonului, el a fost promovat la echipa de seniori a clubului Sampdoria și numit noul antrenor. 
Sub conducerea lui Enrico Chiesa, Sampdoria a reușit să obțină două poziții de locul 5 în Serie A. În Cupa Italiei, echipa a ajuns până în optimile de finală în primul an și în turul doi eliminatoriu în cel de-al doilea an.

## Statistici
În total, între cluburi și echipa națională, Chiesa a jucat 616 meciuri, marcând 223 de goluri, cu o medie de 0,33 goluri pe meci.

## Notă
1. ↑  Vincenzo, Di Schiavi. „Tanti gol in panchina Continua la storia tra Chiesa e Figline” (în italiană). archiviostorico.gazzetta.it. Accesat în 28 aprilie 2023.
2. ↑  „Fairs/UEFA Cup Topscorers”. www.rsssf.org. Accesat în 28 aprilie 2023.
3. ↑  „European Footballer of the Year ("Ballon d'Or") 1996”. www.rsssf.org. Accesat în 28 aprilie 2023.
4. ↑  „European Footballer of the Year ("Ballon d'Or") 1997”. www.rsssf.org. Accesat în 28 aprilie 2023.
5. ↑  „Samp, senti Chiesa: "Attenta a Mihajlovic, ha studiato tutto"” (în italiană). la Repubblica. 14 septembrie 2017. Accesat în 28 aprilie 2023.
6. ↑  „Nel borgo di Agneto tra i tifosi di Chiesa: "È tutto suo nonno". Il legame con Voltaggio” (în italiană). La Stampa. 13 iulie 2021. Accesat în 28 aprilie 2023.
7. ↑  „"Io moglie e madre tutta Chiesa e pallone"” (în italiană). ilGiornale.it. 25 septembrie 2018. Accesat în 28 aprilie 2023.
8. ↑  Sport, Sky. „Fiorentina, un altro Chiesa: arriva Lorenzo” (în italiană). sport.sky.it. Accesat în 28 aprilie 2023.
9. 1 2  „Quanto era forte Chiesa” (în italiană). L'Ultimo Uomo. 23 iulie 2015. Accesat în 28 aprilie 2023.
10. ↑  Fabrizio, Salvio. „Professione cecchino” (în italiană). archiviostorico.gazzetta.it. Accesat în 28 aprilie 2023.
11. ↑  Andrea, Calamai Luca, Schianchi. „Toldo-Buffon, le 20 meraviglie” (în italiană). archiviostorico.gazzetta.it. Accesat în 28 aprilie 2023.
12. ↑  Nicola, Condo' Paolo, Calamai Luca, Cecere. „Chiesa, l' assistente di volo "Con Inzaghi posso costruire un tandem come con Crespo, entrambi sanno sfruttare i miei assist"” (în italiană). archiviostorico.gazzetta.it. Accesat în 28 aprilie 2023.
13. 1 2  „Riva spiega il '68 agli azzurri”. 23 maggio 1996. Verificați datele pentru: |date= (ajutor)
14. ↑  „Enrico Chiesa”, Wikipedia (în italiană), 4 aprilie 2023, accesat în 28 aprilie 2023
15. ↑  Andrea, Calamai Luca, Schianchi. „C' e' Chiesa, Firenze sogna” (în italiană). archiviostorico.gazzetta.it. Accesat în 28 aprilie 2023.
16. ↑  „La Repubblica/calciomercato2002: Il lungo calvario della Fiorentina”. www.repubblica.it. Accesat în 28 aprilie 2023.
17. ↑  „La Stampa - Consultazione Archivio”. www.archiviolastampa.it. Accesat în 28 aprilie 2023.
18. ↑  „UFFICIALE: Enrico Chiesa nuovo tecnico del Figline - TUTTOmercatoWEB.com” (în italiană). archivio.tuttomercatoweb.com. Accesat în 28 aprilie 2023.
19. ↑  „Figline, Chiesa deluso: 'Ma continuerò ad allenare'” (în italiană). Calciomercato.com | Tutte le news sul calcio in tempo reale. Accesat în 28 aprilie 2023.
20. ↑  dNext (20 septembrie 2012). „Il "Memories" di Enrico Chiesa nel giovedì di Samp TV” (în italiană). U.C. Sampdoria. Accesat în 28 aprilie 2023.